# いか天 ザ・50
いか天 ザ・50（いかてん ざ ふぃふてぃ）とは、1998年6月21日にバンダイ・ミュージックエンタテインメントから発売されたコンピレーション・アルバムである。

## 概要
- 1989年から1990年にかけて放送されていたテレビ番組『三宅裕司のいかすバンド天国』（イカ天）出身バンドの楽曲中から選りすぐって製作された。中にはテレビ音源からそのまま収録された曲も存在する。
- Vol.1からVol.3の3枚があり、3枚とも同じ日に発売された。定価は一枚2,300円（税込）。
- ジャケットの表紙には『いかすバンド天国』のイカのマークが大きくあしらわれている。
- ブックレットの内容は、収録曲と各バンドのメンバーの紹介が記載されている。なお、曲のタイトルとメンバーはイカ天出場当時のものになっており、後にメジャーデビューした時のメンバーとは一部異なっているバンドもある。歌詞は記載されていない。
- Vol.1の9曲目『カリフォルニアの青い××』（原題は『カリフォルニアの青いバカ』）、Vol.2の5曲目『チカンに会いたい』と、Vol.3の8曲目『Never　Be』には“ピー”という編集音が入っている。

## 収録曲

### Vol.1
1. 二枚でどうだ!／宮尾すすむと日本の社長
2. エブリディ／JITTERIN'JINN
3. ユキエさん／トゲオ
4. スイマーズのテーマ／スイマーズ
5. ハイになりましょう／ブラボー
6. 幻影（イリュージョン）／風来坊
7. POOR BOY BLUES／THE COKES
8. SHERRY SHERRY SHERRY／COR-SEZ
9. カリフォルニアの青い××／大島渚 (バンド)
10. オレンヂバナナ／KUSU KUSU
11. In The Stone／アース・ウィンド&ファイターズ
12. あの娘のアンブレラ／イエロー太陽s
13. 逃げろ!（本当は逃げてちゃいけないんだけど）／THE NEWS
14. 偉大なるエゴイストの憂鬱／ラヴ・カメレオンズ
15. 月夜／ばななまん
16. 人間関係ギィスギス／ぢJezass（“ぢ”の正しい表記は￢（カギ）付きの“ぢ”で読みは“ヂーザス”）
17. 我思うゆえに我あり／FLYING KIDS

### Vol.2
1. あさねぼう／グレイトリッチーズ
2. 気取ってんじゃねえよ／GEN
3. C.I.A／Bonnie Duck!?
4. Let's Go3／GROUND NUTS
5. チカンに会いたい／たちくらみ
6. バッチリO.K.／ザ・ファンタジーズ
7. すごろく／砂場
8. さよなら人類／たま
9. もう一杯／セメントミキサーズ
10. I LOVE YOU／イエローダック
11. 車からみてね／マサ子さん
12. 憧憬／たけのうちカルテット
13. お江戸（TOKIO）／カブキロックス
14. 旅でスカ／C-BA
15. Loch Senu／LANPA
16. 恋しくて／BEGIN

### Vol.3
1. No Pains No Gains／NORMA JEAN
2. りんごの泪／人間椅子
3. Baby!Baby!もっと!熱い!Kissを!!／ティラノザウルス
4. ブレイク・イット／バッキンガム宮殿
5. MARIA／PANIC IN THE ZU:
6. 方舟／福田眞純&SUPER MILK
7. IN YOUR EYES／THE FABULOUS
8. Never Be／remote
9. やわらかい月と王様のいる風景／有機生命体
10. TELL ME WHY?／RAMBLE-FISH
11. CARS CRASH!／The TRUMPS
12. BLACK DOWN／SPAZM
13. SIN CITY（罪の街）／THE KIDS
14. ジェットロールコースター／Love Sick Lovers
15. MADMEN'S BLUES／SOLID BOND
16. TOO-MUCH-KISSING／SENSELESS THINGS
17. バラが好き／マルコシアス・バンプ